# Кококо (фільм, 2012)
«Кококо» — російський художній фільм, соціальна трагікомедія режисера Авдотьї Смирнової. Головні ролі виконують Анна Михалкова і Яна Троянова. Прем'єра відбулася на «Кінотаврі» в червні 2012 року, де дві провідні актриси були удостоєні призу за найкращі жіночі ролі.

## Синопсис
Зранку — робота в музеї етнографії, увечері — новини по Рен-ТВ, у вихідні — мітинги і секс з колишнім чоловіком, науковим працівником середньої ланки. Ліза — типовий представник пітерської інтелігенції. Віка — звичайна провінціалка. Відпустка у Петербурзі для неї — це горілка, вечірки й авантюри. Здавалося, між ними немає нічого спільного. Однак волею випадку вони зустрілися — і зійшлися: вода і полум'я, синя панчоха і тусовщиця, інтелігенція і народ. Ліза і Віка — дві сторони однієї медалі на ім'я Росія. «Кококо» — вічна комедія російського життя!

## У ролях
| Актор              | Роль                                  |
| ------------------ | ------------------------------------- |
| Ганна Михалкова    | Ліза Воронцова, працівниця музею      |
| Яна Троянова       | Віка Ніконова з Єкатеринбурга         |
| Геннадій Смирнов   | Леонід Геннадійович                   |
| Костянтин Шелестун | Кирило                                |
| Юлія Снігир        | Наташа                                |
| Євген Муравіч      | Митя                                  |
| Тетяна Рябоконь    | Марина Шепелєва                       |
| Анна Пармас        | Надя, домробітниця                    |
| Любов Аркус        | Наталія Марківна, директор дитбудинку |
| Едуард Сергієні    | майор поліції                         |
| Євген Гофман       | міліціонер                            |
| Ірина Мітюшкіна    | буфетниця                             |
| Анна Агапова       | провідниця                            |

## Нагороди та номінації
- 23-й Відкритий Російський Кінофестиваль «Кінотавр» (2012): Приз за найкращу жіночу роль — Ганні Міхалкової та Яні Троянової
- 2012 — Фестиваль «Амурська осінь», Благовєщенськ — приз за Найкращий сценарій — Авдотье Смирнової та Ганні Пармас.
- 2012 — XX всеросійський кінофестиваль «Віват кіно Росії!», Санкт-Петербург
  - Приз За найкращий сценарій — Авдотье Смирнової та Ганні Пармас;
  - Приз Преси — фільму «Кококо»;
  - Приз глядацьких симпатій — фільму «Кококо».
- 2012 — XX фестиваль російського кіно в Онфлері: приз за найкращу жіночу роль — Ганні Міхалкової та Яні Троянової.
- 2013 — номінації на премію «Ніка»:
  - За найкращий ігровий фільм;
  - За найкращу жіночу роль — Анна Михалкова.

## Відгуки
З рецензії на фільм у журналі «Сеанс»:
|  | Режисер Авдотья Смирнова не народ поділила на касти, як пише про фільм високочола, і тому не надто чуйна критика, а саму себе розділила на двох героїнь, і фільм її — про це внутрішньому розломі. Про те, як хочеться задушити себе подушкою або запроторити за ґрати все живе, що в тобі є, щоб потім, одумавшись, поспішно випустити на свободу. Про те, як незрозуміло, що з цим живою людиною на кухні, де чайник не мили з часу зйомок «Липневий дощ», робити; про страх перед життям і неможливості від неї відмовитися. «Кококо» на даний момент — найособистіший і найскладніший фільм Авдотьї Смирнової. І, головне, найсмішніший. |

## Знімальна група
- Режисер — Авдотья Смирнова
- Сценарист — Авдотья Смирнова, Анна Пармас
- Продюсер — Сергій Сельянов
- Композитор — Сергій Шнуров